# جی قنطورس
جی قنطورس یک ستاره است که در صورت فلکی قنطورس قرار دارد.